# Мазох, Франц
Франц Мазох (нем. Franz Masoch; 21 апреля 1763, м. Уймолдова (румын. Молдова-Ноуэ, теперь Румыния) — 18 марта 1845, Львов, Королевство Галиции и Лодомерии) — доктор фармацевтики, профессор медико-теоретического обучения для хирургов кафедры хирургии, ректор Львовского Университета, почётный гражданин Львова.

## Биография
Франц Мазох родился 21 апреля 1763 в Уймолдова. Изучал философию в Тырнаве и Праге.
Окончил медицинский факультет Венского университета.
С 1788 года работал в венском общем госпитале.
10 февраля 1793 года, женившись на Розе Пьеро, переезжает во Львов, тогда — Австрийская империя.
Становится профессором кафедры хирургии Львовского университета.
Присоединяется к обществу хирургов-практиков, которое вскоре и возглавляет.
Консистория (руководящий орган университета) относится к преподавателю-благодетелю неприязненно.
Автор «Истории Львовского университета» Людвик Финкель, изучая протоколы вуза, наткнулся на несколько замечаний относительно доктора Мазоха.
В частности, в 1797 году профессор выдал свидетельство хирургу-еврею без ведома представителя медицинских исследований.
В 1806 году польские магнаты Яблонский, Цетнер, Потоцкий, ряд влиятельных горожан, а также львовские архиепископы латинского и армянского обрядов обращаются к императору, прося предоставить Францу Мазоху шляхетство за большое самопожертвование, проявленное им в выполнении профессионального долга медика.
Император просьбу отклоняет.
В 1807 году Мазох отказывается от профессорства и выходит на пенсию, посвящает себя врачебному делу.
1827 — снова избран ректором Львовского университета.
Rector magnificus по совместительству депутат Сословного сейма от Перемышльской греко-католической митрополичьей капитулы.
Почётный гражданин Львова.
Запись в метрической книге Кафедрального собора говорит о смерти Франца Мазоха 18 марта 1845.
Похоронен на Лычаковском кладбище.

## Родственные отношения
Жил в доме № 97 возле Краковских ворот. В 1804 родился первенец Иосиф Эдуард Антон, умерший через месяц. Всего у Франца было пятеро детей. Лишь трем потомкам Франца Мазоха суждено дожить до взрослого возраста. Сыну Францу Каролю, дочерям Зиновии и Каролине (в источниках чаще — Шарлотта). Жена погибла через 3 дня после рождения последней девочки. Дочь Каролина вышла замуж за директора львовской полиции Леопольда фон Захера, он добавил к своей фамилии фамилию жены, которая на то время во Львове вызвала большое уважение. Таким образом в 1838 году двухлетний Леопольд фон Захер-младший стал Захер-Мазохом.

## Могила
На могиле изображён каменный мак. Чуть выше отчеканен, по разным предположениям, герб врачебной династии или же эмблема медицины, стилизованная под герб: под цесарской короной посох Эскулапа. Венчает мемориал шар с двумя крыльями. Земной шар, вокруг которого извивается змея.

## Ссылка
- Мазох Франциск (Masoch Francisco) // Официальный веб-сайт Львовского национального медицинского университета им. Даниила Галицкого
- История создания Львовского университета
- Мазох — выдающийся врач и преподаватель в тени известного внука (недоступная ссылка)
- Сварнык Г. Источники к биографии писателя Леопольда фон Захер-Мазоха и его семьи в Галичине